# 비엔주의 캉통
프랑스 비엔주에는 총 19개의 캉통이 속해 있다. 2015년 3월 행정구역 총개편으로 인해 현재는 다음과 같이 설치되어 있다.
- 샤스뇌이뒤푸아투
- 샤텔레로 1
- 샤텔레로 2
- 샤텔레로 3
- 쇼비니
- 시브레
- 조네클랑
- 루됭
- 뤼지냥
- 뤼사크레샤토
- 미녜오장스
- 몽모리용
- 푸아티에 1
- 푸아티에 2
- 푸아티에 3
- 푸아티에 4
- 푸아티에 5
- 비본
- 봉뇌이수비아르